# Alistair MacLean
Pour les articles homonymes, voir MacLean.
Alistair Stuart MacLean (Glasgow, Écosse, 21 avril 1922 - Munich, Allemagne 2 février 1987) est un écrivain écossais auteur de thrillers et d'histoires d'aventures à succès, entre autres Les Canons de Navarone (The Guns of Navarone) et Quand les aigles attaquent (Where Eagles Dare). Il a aussi écrit sous le pseudonyme Ian Stuart.

## Biographie
Fils de pasteur, il n'apprend l'anglais qu'après sa langue maternelle, le gaélique écossais. Né à Glasgow, il passe sa jeunesse à Daviot (en), près d'Inverness.

### Un marin dans la guerre
Il rejoint la Royal Navy en 1941, participant à la Seconde Guerre mondiale comme simple matelot, puis de 2e classe, puis chef torpilleur. D'abord affecté à bord du PS Bournemouth Queen, une vedette anti-aérienne en patrouille sur les côtes d'Angleterre et d'Écosse, il embarque en 1943, sur le HMS Royalist, un croiseur léger de classe Dido. À bord du Royalist il participe à des combats dans l'Atlantique, à deux convois en océan Arctique, il escorte une Force opérationnelle (autour d'un porte-avions) contre le cuirassé allemand Tirpitz et contre d'autres cibles sur la côte norvégienne. En 1944 il participe à l'opération Anvil Dragoon ou débarquement de Provence, il contribue à couler des navires échappés de Crète, bombarde Milo dans la mer Égée (il est sans doute blessé à l'occasion d'une manipulation de canon). En 1945, il est sur le théâtre d'opérations d'Extrême-Orient, escortant des porte-avions dans des expéditions contre des cibles japonaises en Birmanie, en Malaya, et à Sumatra. À la fin de sa vie, il disait qu'il aurait été capturé et torturé par les Japonais, mais cela a été qualifié de propos d'ivrogne par son biographe et son fils [Webster p. 191].) Après la reddition des Japonais, le Royalist a servi à évacuer les prisonniers de guerre de la prison de Changi à Singapour.

### Un écrivain
Démobilisé de la Royal Navy en 1946, il se met à étudier l'anglais à l'Université de Glasgow, obtenant son diplôme en 1953, ce qui lui permet d'enseigner.
À l'Université, il commence à écrire des nouvelles pour se faire un peu d'argent ; il gagne un concours en 1954 grâce à Dileas (une nouvelle sur la mer). La compagnie HarperCollins lui demande alors un roman, ce qui sera l'occasion du fameux HMS Ulysses, basé sur son expérience de guerre et sur des conseils de son frère Ian, capitaine. Ce fut un succès, et Alistair MacLean se lança sérieusement dans l'écriture d'histoires de guerre ou d'espionnage.
Au début des années 1960, il écrit sous le pseudonyme de "Ian Stuart" pour prouver que ses livres ont de la valeur en eux-mêmes et non pas en raison de sa popularité. Ils se sont bien vendus, mais les fans avaient aussi reconnu son style, malgré le pseudonyme. Ses livres se vendent si bien qu'il finit par émigrer en Suisse pour échapper aux impôts.

### Après la gloire
À partir de 1963–1966 il s'arrête progressivement d'écrire pour s'occuper d'hôtellerie en Angleterre.
Ses derniers livres sont moins bien reçus que les premiers. Pour rester au contact de la technique de l'époque, il s'engage parfois dans des intrigues trop invraisemblables.
Il doit également lutter contre l'alcoolisme qui finalement provoque sa mort à Munich en 1987. Il est enterré au cimetière de Céligny, en Suisse, non loin de la tombe de Richard Burton.
Il s'est marié deux fois et a eu trois fils de sa première épouse Gisela (1928-2011).
Il reçoit un doctorat honoris causa de littérature à l'Université de Glasgow en 1983.

## Son style
Si on le compare à d'autres écrivains dans le même genre, par exemple Ian Fleming, il a au moins ceci de particulier : peu de sexe et d'amourettes car selon lui cela ralentit l'action. Mais il ne ressemble pas non plus aux écrivains des récents techno-thrillers, tels Tom Clancy ou Michael DiMercurio. En fait, ce sont ses héros qui sont le point focal de son attention, dans leur lutte contre des événements imprévus qui les poussent au-delà des limites de leur endurance physique ou mentale. Le héros est d'ordinaire plutôt calme, voire flegmatique, dévoué à sa mission et souvent doté d'une compétence particulière ou secrète. Souvent aussi, l'un des proches de ce héros se révèle être un traître.
Il donne aussi beaucoup de place à la description de la nature, spécialement la mer et le cercle arctique, mais aussi des régions plus exotiques. Il n'y a qu'un de ses livres, When Eight Bells Toll, qui soit situé dans son Écosse natale. Ses meilleurs succès sont tout de même ceux dans lesquels il utilise sa propre connaissance de la navigation et de la guerre, comme le célèbre HMS Ulysses qui a rang de classique dans les romans sur la mer.
On peut également trouver certaines similitudes dans ses œuvres, contribuant à un style. Ainsi, la scopolamine est plusieurs fois mentionnée, comme sérum de vérité que les Allemands peuvent utiliser. De même - c'est frappant à l'écran - il y a plusieurs scènes de commandos britanniques enfermés et exécutant leur tâche, pendant que des Allemands tentent de faire sauter une porte blindée.
On peut proposer quatre périodes pour classer le style de ses œuvres :  
- de HMS Ulysses à The Last Frontier.
- de Night Without End à Ice Station Zebra.
- de When Eight Bells Toll à Bear Island,
- de The Way to Dusty Death à sa mort.

Au total, Alistair MacLean a publié 28 romans et une collection de nouvelles, ainsi que des livres à propos de T. E. Lawrence et James Cook.
Il a aussi écrit quelques scénarios de film, dont certains sont basés sur ses propres romans, et d'autres ont été ensuite réécrits en romans par d'autres auteurs. Vers 1980, il avait reçu commande d'une compagnie américaine de production de films pour une série de schémas de scénarios autour d'un organisme fictif des Nations unies, l'UNACO. Il commença de fait, mais cela fut complété par d'autres auteurs. Ainsi par exemple Hostage Tower de John Denis et Death Train d'Alastair MacNeill. Certains de ces ouvrages ressemblent assez peu à son style, en particulier dans le déploiement de sexe et de violence auquel ils recourent.

## Œuvres

### Romans
- HMS Ulysses (1955), adapté en feuilletons radiophoniques.
- The Guns of Navarone (Les canons de Navarone) (1957) adapté au cinéma
- South by Java Head (Les rescapés de Singapour) (1957)
- The Last Frontier, aux États-Unis The Secret Ways) (1959 en anglais), (Le Dernier Passage) adapté au cinéma par Phil Karlson (1961)
- Night Without End (Nuit Sans Fin) (1959)
- Fear is the Key (Grande peur aux Caraïbes) (1961)
- The Dark Crusader, aux États-Unis The Black Shrike (Ian Stuart, 1961) (Mise à feu sur Vardu) paru chez Plon en 1962
- The Golden Rendezvous (L'Or du petit matin) (1962)
- The Satan Bug (Ian Stuart, 1962) (Station 3, ultra secret) paru chez Plon en 1965 adapté au cinéma
- Ice Station Zebra (Destination Zebra, station polaire) (1963) adapté au cinéma
- When Eight Bells Toll (48 heures de grâce ou Trois morts dans un bateau) (1966) adapté au cinéma
- Where Eagles Dare (Quand les aigles attaquent) (1967) adapté au cinéma, connu aussi sous le titre "Un triple vaut trois doubles" ; Alistair MacLean a écrit le scénario et le roman éponyme en même temps
- Force 10 from Navarone (L'ouragan vient de Navarone) (1968) adapté au cinéma
- Puppet on a Chain (Narcotic Bureau) (1969)
- Caravan To Vaccarès  (Caravane pour Vaccarès) (1970)
- Bear Island (L'île aux ours) (1971) adapté au cinéma
- The Way to Dusty Death (Les circuits de la mort) (1973)
- Breakheart Pass (Le défilé de Crêve-Cœur) (1974) adapté au cinéma
- Circus (Les aigles aveugles) (1975)
- The Golden Gate (Sur Le Pont de Golden Gate) (1976)
- Seawitch (La Sorcière des mers) (1977)
- Goodbye California (Adieu Californie) (1978)
- Athabasca (1980)
- River of Death (Le Rio de la mort) (1981), adapté au cinéma
- Partisans (Le ravin des Četniks) (1982)
- Floodgate (1983)
- San Andreas (1984)
- Santorini (Ariadne) (1986)
- Hostage Tower (La Tour Eiffel en otage) adapté en téléfilm

### Nouvelle
- The Lonely Sea (1985)

### Autres livres
- All about Lawrence of Arabia (1962)
- Alistair MacLean Introduces Scotland (1972)
- Captain Cook (1972)

### Livres UNACO par d'autres
- Hostage Tower (1980) (John Denis)
- Air Force 1 is Down (1981) (John Denis)
- Death Train (1989) (Alastair MacNeill) monté en film : Commando express
- Night Watch (1989) (Alastair MacNeill)
- Red Alert (1990) (Alastair MacNeill)
- Time of the Assassins (1991) (Alastair MacNeill)
- Dead Halt (1992) (Alastair MacNeill)
- Golden Girl (1992) (Simon Gandolfi)
- Code Breaker (1993) (Alastair MacNeill)
- Golden Web (1993) (Simon Gandolfi)
- Golden Vengeance (1994) (Simon Gandolfi)
- Rendezvous (1995) (Alastair MacNeill)
- Storm Force from Navarone (1996) (Sam Llewellyn)
- Prime Target (1997) (Hugh Miller)
- Borrowed Time (1998) (Hugh Miller)
- Thunderbolt from Navarone (1998) (Sam Llewellyn)

### Scénarios de film
- Quand les aigles attaquent (Where Eagles Dare) (1968) de Brian G. Hutton avec Richard Burton, Clint Eastwood
- Puppet on a Chain (1970) avec Sven-Bertil Taube
- When Eight Bells Toll (1971) avec Anthony Hopkins : De l'or pour les requins ou Commando pour un homme seul
- Le Solitaire de Fort Humboldt (Breakheart Pass 1975)  de Tom Gries avec Charles Bronson, Ben Johnson

### Autres films
- The Secret Ways (1961) (auteur du livre utilisé par le scénario) de Phil Karlson avec Richard Widmark, Senta Berger
- Les Canons de Navarone (1961) (auteur du livre utilisé par le scénario) de Jack Lee Thompson avec Gregory Peck, David Niven, Anthony Quinn
- The Satan Bug (1965) (auteur du livre utilisé par le scénario) avec George Maharis
- Destination Zebra, station polaire (Ice Station Zebra) (1968) (auteur du livre utilisé par le scénario) de John Sturges avec Rock Hudson, Ernest Borgnine
- Fear Is the Key (1972) (auteur du livre utilisé par le scénario) avec Barry Newman
- Caravan to Vaccares (1974) (auteur du livre utilisé par le scénario) de Geoffrey Reeve avec David Birney, Charlotte Rampling
- L'or était au rendez-vous (Golden Rendezvous, 1977, auteur du livre utilisé par le scénario) avec Richard Harris
- L'Ouragan vient de Navarone (Force 10 from Navarone) (1978) (auteur du livre utilisé par le scénario) Guy Hamilton avec Robert Shaw, Harrison Ford
- Bear Island (1979) (auteur du livre utilisé par le scénario) avec Donald Sutherland, Vanessa Redgrave, Richard Widmark
- The Hostage Tower (1980) (histoire) avec Peter Fonda
- La Rivière de la mort (1989) (auteur du livre utilisé par le scénario) avec Michael Dudikoff
- Commando express (1993) (histoire) de David S. Jackson avec Pierce Brosnan, Patrick Stewart, Alexandra Paul
- The Way to Dusty Death (1995) (auteur du livre utilisé par le scénario) avec Linda Hamilton, Simon MacCorkindale
- Night Watch (1995) (histoire) avec Pierce Brosnan

## Remarques sur les livres
- L'ouragan vient de Navarone (Force 10 from Navarone) est la seule suite de roman faite par Alistair MacLean, et il commence là où la version filmée laisse le récit, non pas selon la version du roman. Ce livre correspond aux œuvres plus légères des dernières années de sa carrière, comme composé de divers morceaux de ses autres romans, avec une pointe d'humour qui tend à la farce.
- Il joue encore une fois sur la continuité entre des œuvres, avec le caractère d'un policier de Puppet on a Chain qui réapparaît dans Floodgate.